# Ashraf Abbasov
Ashraf Jalal oglu Abbasov (en azerí: Əşrəf Cəlal oğlu Abbasov; Shusha, 23 de marzo de 1920-Bakú, 8 de febrero de 1992) fue un compositor de Azerbaiyán, musicólogo y pedagogo, rector de la Academia de Música de Bakú entre los años 1953 y 1957.

## Biografía
Ashraf Abbasov nació el 23 de marzo de 1920 en la ciudad de Shusha. Recibió su primera educación musical en Shusha. En 1948 se graduó de la Academia de Música de Bakú. También se graduó del Conservatorio de Moscú en 1952.
Entre los años 1953 y 1957 Ashraf Abbasov fue rector de la Academia de Música de Bakú. Entre 1957 y 1972 fue jefe del Departamento de Composición en la Academia de Música.  Durante estos años dirigió una escuela de música en la ciudad de Shusha y Colegio de Música de Bakú. En 1990 Asraf Abbasov recibió el título “Artista del pueblo de la RSS de Azerbaiyán”.
Ashraf Abbasov falleció el 8 de febrero de 1992 en la ciudad de Bakú.

## Premios y títulos
- Orden de la Insignia de Honor (1959)
- Artistas de Honor de la RSS de Azerbaiyán (1963)
- Orden de la Guerra Patria de 2.ª clase (1985)
- Artista del pueblo de la RSS de Azerbaiyán (1990)